# Steele Johnson
Steele Johnson, född den 16 juni 1996 i Indianapolis, Indiana, är en amerikansk simhoppare.
Han tog OS-silver i synkroniserade höga hopp i samband med de olympiska tävlingarna i simhopp 2016 i Rio de Janeiro.